# SN 2007jo
SN 2007jo – supernowa typu Ia odkryta 3 września 2007 roku w galaktyce A231012-0055. W momencie odkrycia miała maksymalną jasność 20,60m.